# Сьюдад-Реаль
Сьюдад-Реаль (ісп. Ciudad Real) — місто і муніципалітет в центрально-південній частині Іспанії, адміністративний центр провінції Сьюдад-Реаль. Населення міста станом на 2009 рік становило 74 тис. мешканців. Через місто проходить швидкісна залізниця AVE, його обслуговує великий аеропорт.

## Історія
- 1195: битва при Аларкосі.

## Релігія
- Центр Сьюдад-Реальської діоцезії Католицької церкви.